# Església de Sant Tomàs de Leipzig
L'església de Sant Tomàs de Leipzig és, juntament amb l'església de Sant Nicolau ("Nikolaikirche"), una de les dues esglésies principals de la ciutat i és coneguda arreu del món com el lloc de treball de Johann Sebastian Bach i el cor de Sant Tomàs. És l'església de la Parròquia Evangèlica Luterana de Sant Tomàs.

## Història

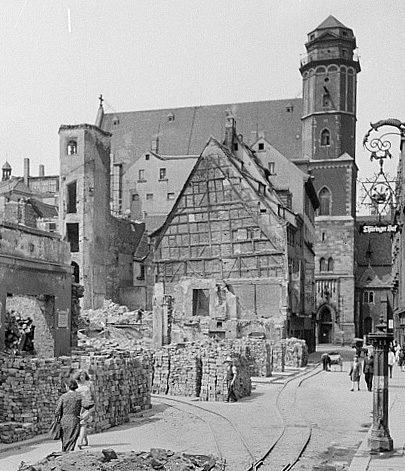
Thomaskirche 1949 des del sud amb un sostre d'emergència a la torre

Els murs de fonamentació d'una església romànica de l'any 1160, quan el margrave Otó II de Meissen va concedir els drets de la ciutat al castell i al barri del castell de Libzi, es van descobrir durant les excavacions arqueològiques sota el cor i sota l'encreuament.
Entre 1212 i 1222, aquesta església de mercat més antiga es va convertir en la col·legiata del nou monestir de Sant Tomàs dels canonges agustins. Es diu que el joglar Heinrich von Morungen va regalar al monestir una relíquia de Sant Tomàs que havia portat amb ell de l'Índia amb motiu de la seva estada en aquell país.
El "Thomanerchor" va ser fundat l'any 1212 i, per tant, és un dels cors de nois més antics d'Alemanya. Al llarg de la història, importants compositors i músics intèrprets han ocupat repetidament el prestigiós càrrec de Sant Tomàs Cantor.
La sala del cor romànic va ser reconstruïda cap al 1355. El 1391, l'església de Sommerfeld va ser traslladada del monestir de la Creu de Meissen a l'església de Sant Tomàs de Leipzig.
Cap a finals del segle xv, la ciutat comercial i firal de Leipzig va assolir una gran prosperitat gràcies als descobriments de plata a les muntanyes del Metall. Això significava que les esglésies de Leipzig es podrien permetre reconstruir o, almenys, ampliar-les en uns 40 anys. Així, l'antiga nau va ser enderrocada l'any 1482 i reconstruïda en la forma que en gran part encara existeix avui dia. L'església va ser consagrada novament pel bisbe de Merseburg, Thilo von Trotha el 10 d'abril de 1496. Al llarg dels segles va sofrir diverses incorporacions i modificacions; La més important és la torre de 68 m d'alçada, el pis més baix de la qual data d'abans de 1355 i que va rebre la part superior octogonal al segle XIV. L'any 1537 es va reconstruir la part superior de la torre (octàgon, capó Welsche amb llanterna). Va prendre la seva forma actual cap a mitjans del segle xix.
La torre, que es pot visitar com a part de les visites guiades pujant 232 esglaons, ha inclòs històricament l'apartament del guardià de la torre, que s'estén en tres plantes. Aquest va ser habitat des de 1533 fins a 1917.
El reformador Martí Luter va predicar aquí a la Pentecosta de 1539.
L'aspecte exterior de l'església es caracteritza principalment per reformes i reconversions al segle XIX. Després del traspàs de l'església de la propietat del consistori a l'auto administració de la parròquia l'any 1869, es van fer reformes històriques a la façana exterior durant un període d'uns 30 anys. Entre d'altres, es van enderrocar dues ampliacions de capella del segle XVII i un porxo allargat al mur nord de la nau, per on s'accedia a la galeria superior de l'aleshores galeria nord de dos pisos. La façana neogòtica del frontó oest es va construir entre 1884 i 1889 basant-se en dissenys de Constantin Lipsius, mentre que al mateix temps es van eliminar tots els elements de la façana gòtics i renaixentistes, així com gairebé tot l'interior barroc. Es conserva el crucifix enfront del púlpit i les pintures dels superintendents a la sala del cor. Els quatre pinacles alts als angles i el portal de l'apòstol al costat nord de la nau també són ingredients d'aquest re-disseny a finals del segle xix.
A més dels onze fills de Bach, entre d'altres, Karl Liebknecht va ser batejat a l'església de Sant Tomàs el 1871. Els padrins escrits van ser Karl Marx i Friedrich Engels.
L'atac aeri a Leipzig el 4 de desembre de 1943 va causar danys a tota l'estructura. Durant l'atac, gran part dels edificis que antigament envoltaven l'església van ser destruïts, de manera que van ser necessaris més redissenyis de façana durant les obres de restauració posteriors a la guerra. Aquí destaca especialment el guix uniforme, mentre que les zones de façana que es van alliberar en bona part quan es van enderrocar les ampliacions a finals del segle XIX havien estat anteriorment només de maçoneria sense arrebossar.
L'any 1949, les presumptes restes de Bach, que va ser cantor de Sant Tomàs aquí des de 1723 fins a la seva mort el 1750, van ser traslladades de l'església de Sant Joan destruïda.
Durant la reforma interior de 1961 a 1964, es va intentar que l'edifici tornés a semblar una església-saló del gòtic tardà. Entre 1973 i 1975, l'EKD va proporcionar la suma de 466.000 marcs alemanys de manera que la mateixa suma en marcs de la RDA estava disponible per a les obres de renovació d'aquest edifici sagrat mitjançant un programa de construcció d'esglésies a la RDA.
Després de la reunificació alemanya, va sorgir l'oportunitat d'una restauració i reparació a gran escala, que es va completar en gran part amb la consagració de l'orgue Woehl en el 250è aniversari de la mort de Johann Sebastian Bach.

## Arquitectura

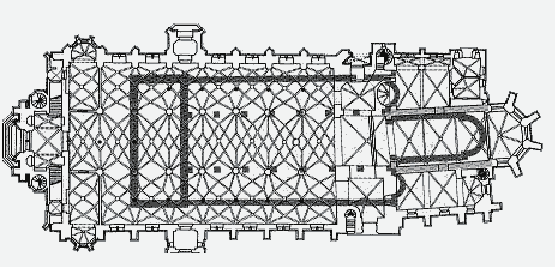
Dibuix de planta cap al 1500 amb els fonaments de la basílica i el cor del 1222

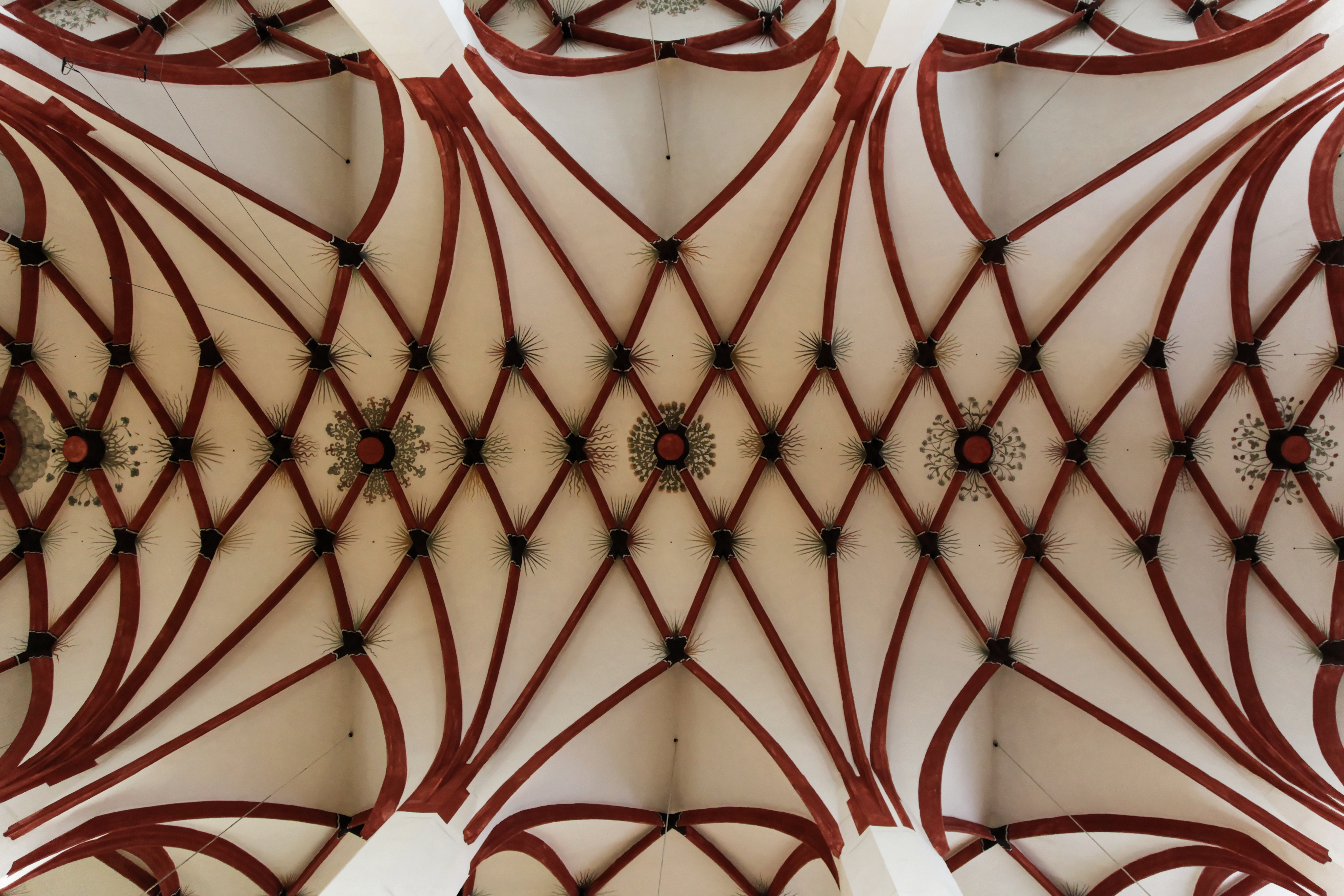
La volta de creueria

L'església del saló de tres naus té una longitud total de 76 m. La llargada de la nau principal és de 50 m, l'amplada és de 25 m i l'alçada és de 18 m. El cor està lleugerament inclinat cap al nord cap a la nau. El sostre té un angle d'inclinació inusualment pronunciat de 63°, el que el converteix en un dels sostres a dues aigües més pronunciats d'Alemanya. A l'interior té set nivells (altura de carena 45 m). El sostre de la nau consta d'una volta de creueria de xarxa de color contrastat.

## Interior i equipament
Altars majors
Altar alat (al voltant de 1500–1721)
Cap al 1500 es va aixecar un altar tallat amb una predel·la i quatre ales. Valentin Silbermann i Michael Treuding van fer la faixa fixa i la part superior el 1587. L'altar es troba ara a l'església de Luter a Plauen. El 1722 va ser traslladat al que llavors era la Gottesackerkirche.
Altar de Bornsch (1721–1888)
L'altar del pòrtic barroc o Bornsche Altar de l'església de Thomas de Leipzig s'hi va instal·lar entre 1721 i 1888. Porta el nom del mecenes Jacob Born (1638–1709), president del consistori de Leipzig. Els principals artistes van ser Giovanni Maria Fossati i l'escultor Paul Heermann (1673–1732). August el Fort va donar el marbre per a la construcció de l'altar. Per motius estilístics l'altar va ser suprimit l'any 1888. Després que Hugo Licht reconstruís l'església de Sant Joan de Leipzig, gran part de l'estructura arquitectònica va ser reutilitzada com a altar en el cor ne barroc d'allà. Va ser destruïda quan l'església es va cremar com a conseqüència de l'atac aeri del 4 de desembre de 1943.
Altar de Jesús neogòtic (1889–1963 i des de 2016)
L'altar, dissenyat i construït l'any 1888 segons el programa d'imatge teològica del superintendent Oskar Pank sota la direcció de l'arquitecte Constantin Lipsius (1832–1894), va ser traslladat a la sagristia sud de l'església als anys seixanta. Després d'una fase de restauració de dos anys, durant la qual es va restaurar el retaule i es va instal·lar una nova taula d'altar, l'altar de Jesús va ser retornat de la sagristia de Petzoldt al presbiteri de l'església de Sant Tomàs després de 53 anys. Va ser encarregat de nou al servei el 28 d'agost de 2016. Els relleus són representacions de la vida de Crist, lÚltim Sopar al mig és una obra d'Oskar Rassau (1843–1912).
Altar de pedra arenisca (1964–1984)
L'any 1964 es va inaugurar un simple estípit fet de peces de gres per l'escultor Werner Hempel. Aquest va ser pensat com a subestructura per a un altar alat del gòtic tardà.
Altar Paulí (1984–2014)
L'altar alat gòtic del segle XV es trobava originàriament a l'església universitària de Sant Pauli. Això va ser explotat el 1968. L'altar es va salvar i es va instal·lar com a retaule a l'església de Sant Tomàs des de 1984 fins al 25 d'octubre de 2014. Avui es troba de nou al Paulinum, l'edifici successor de la Paulinerkirche.

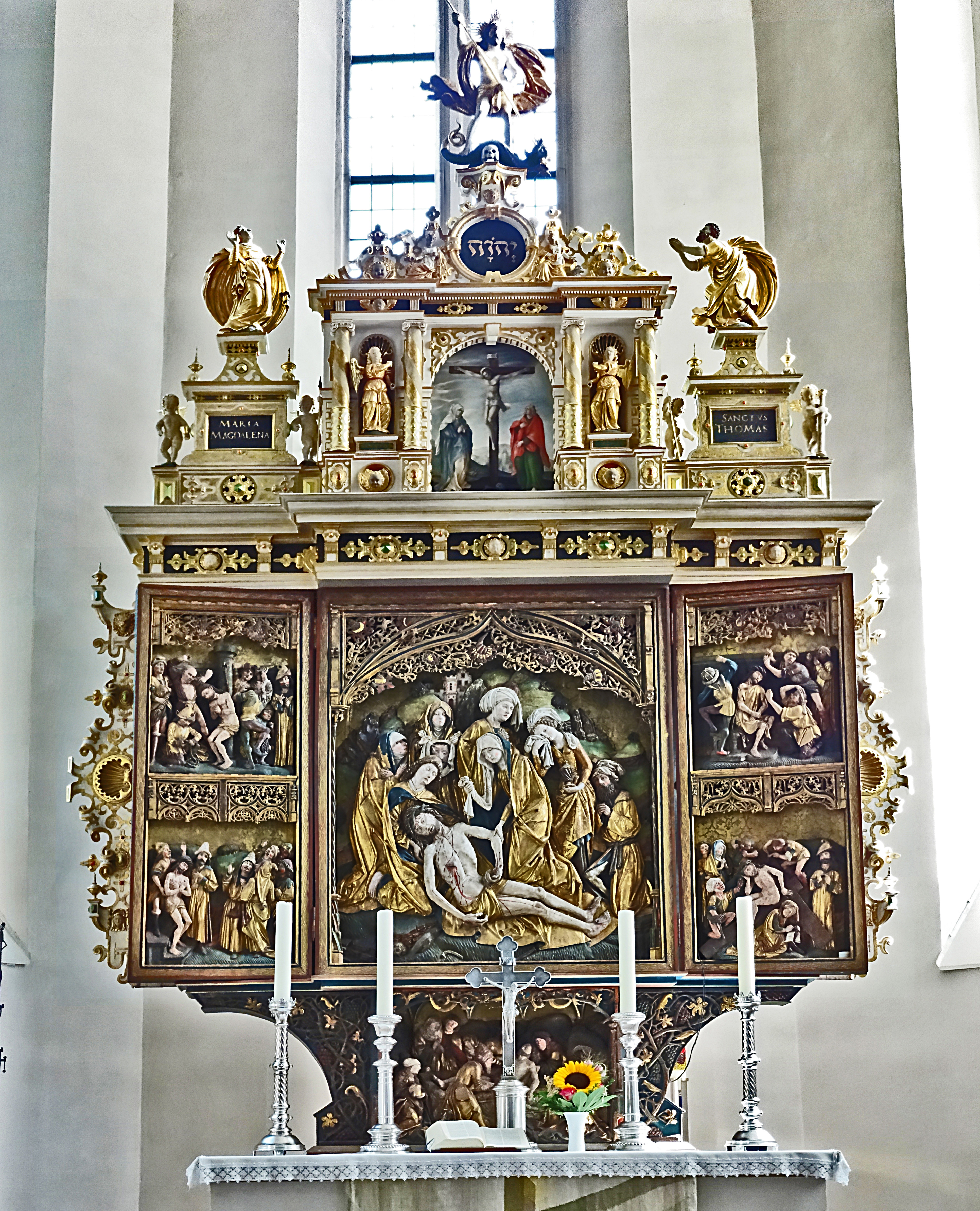
Altar alat del gòtic tardà, avui a l'església de Luter a Plauen
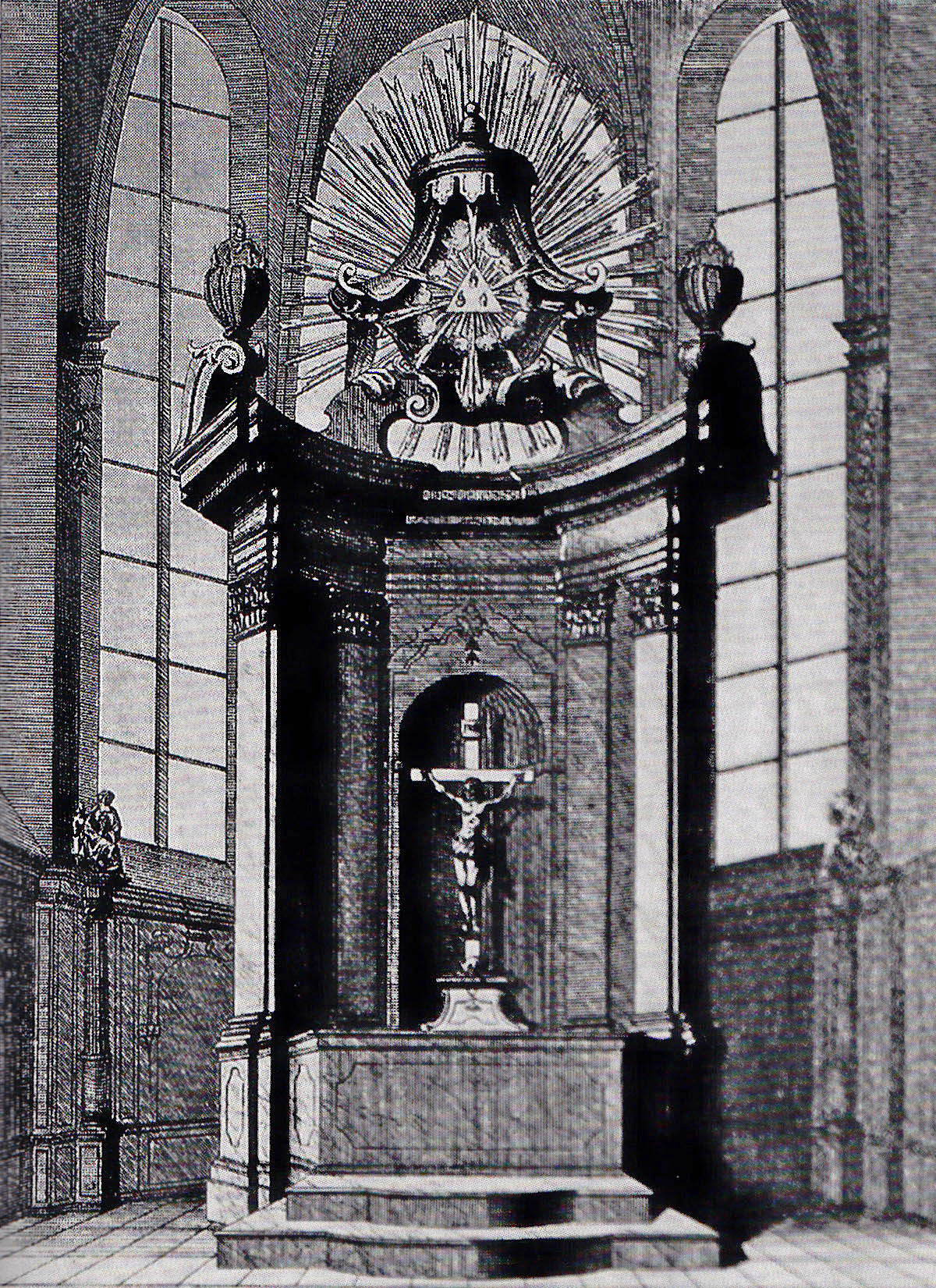
L'anomenat "Altar de Bornscher"
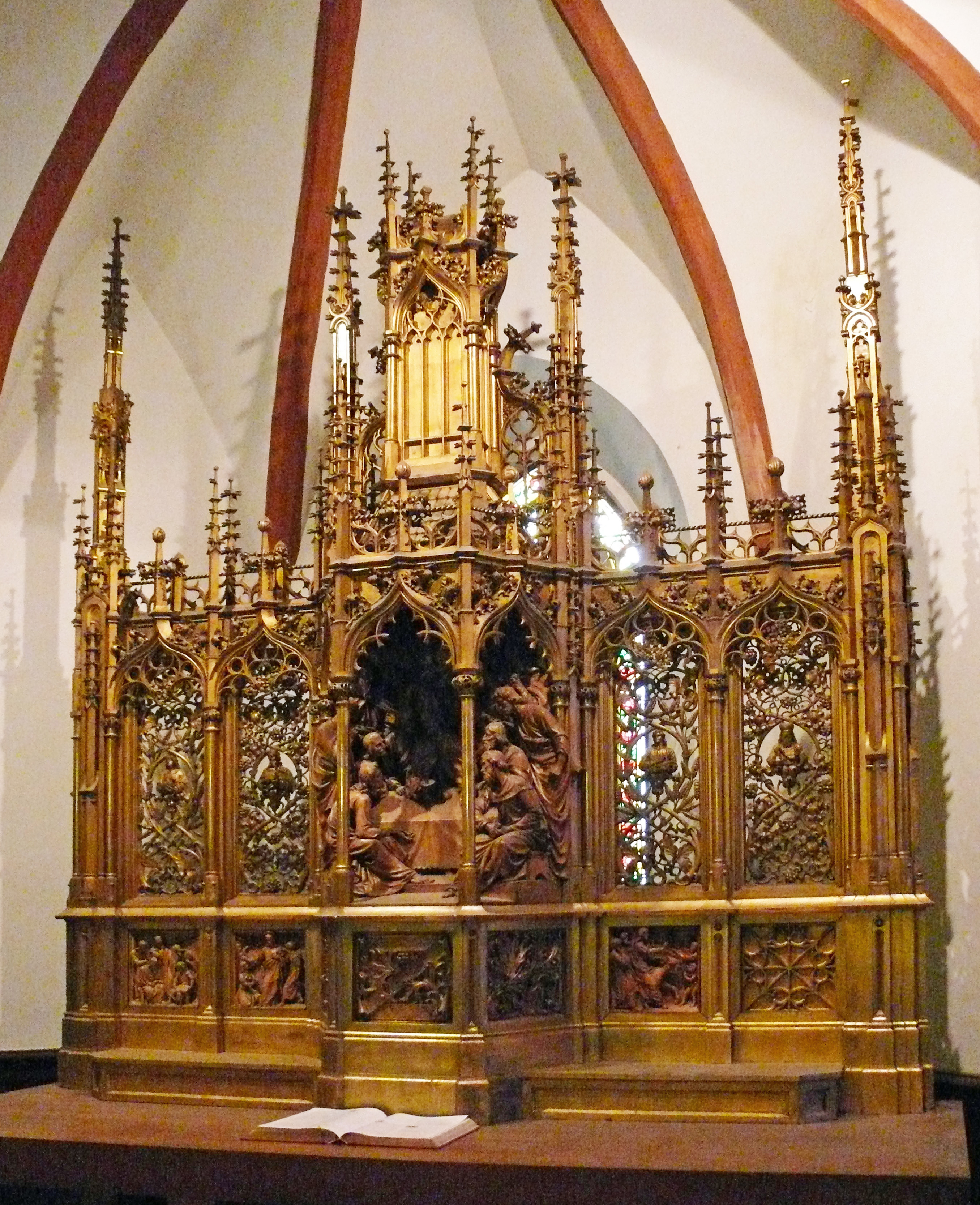
Jesús Altar (2014, encara a Petzol)
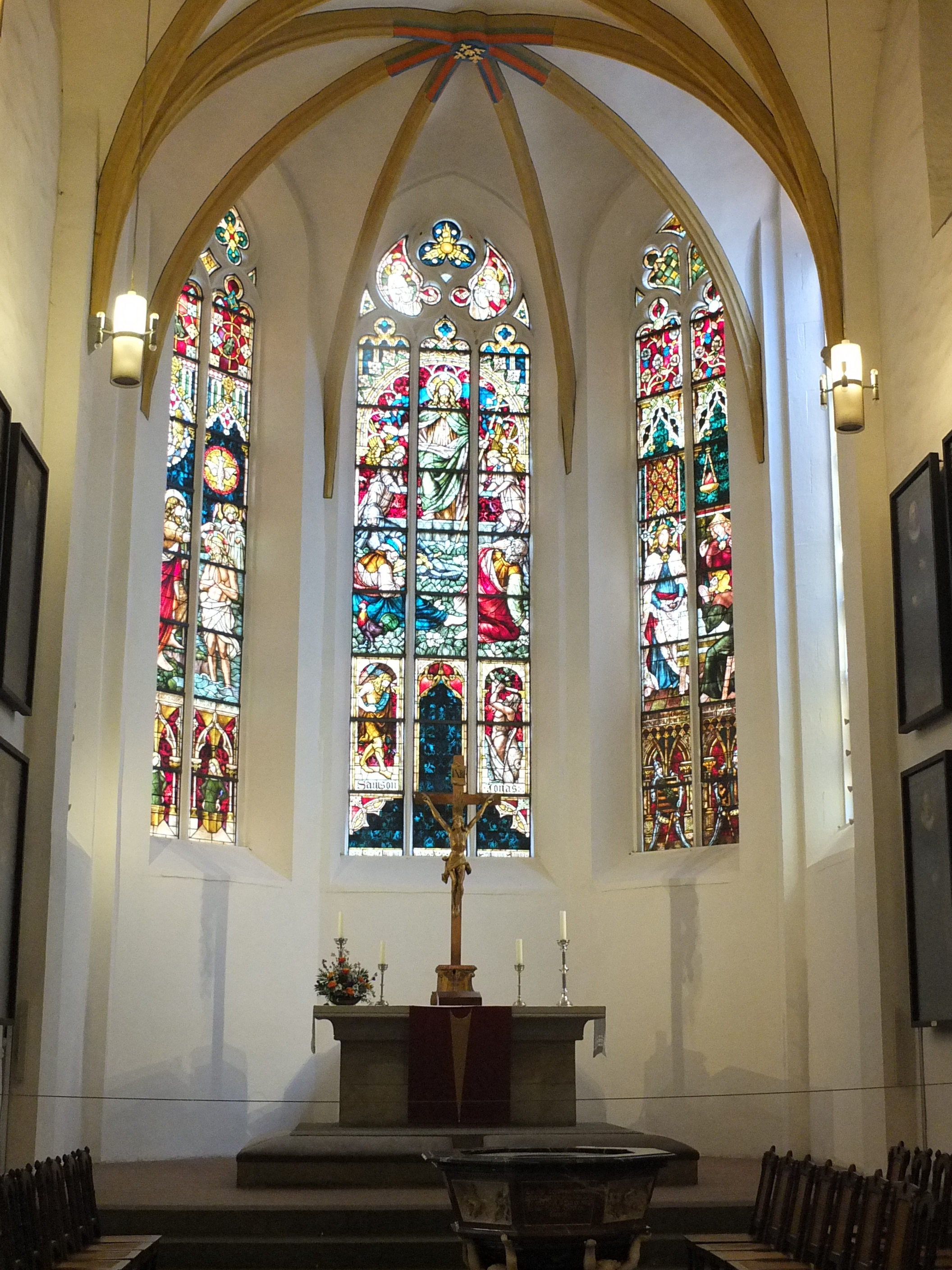
Taula altar de 1964
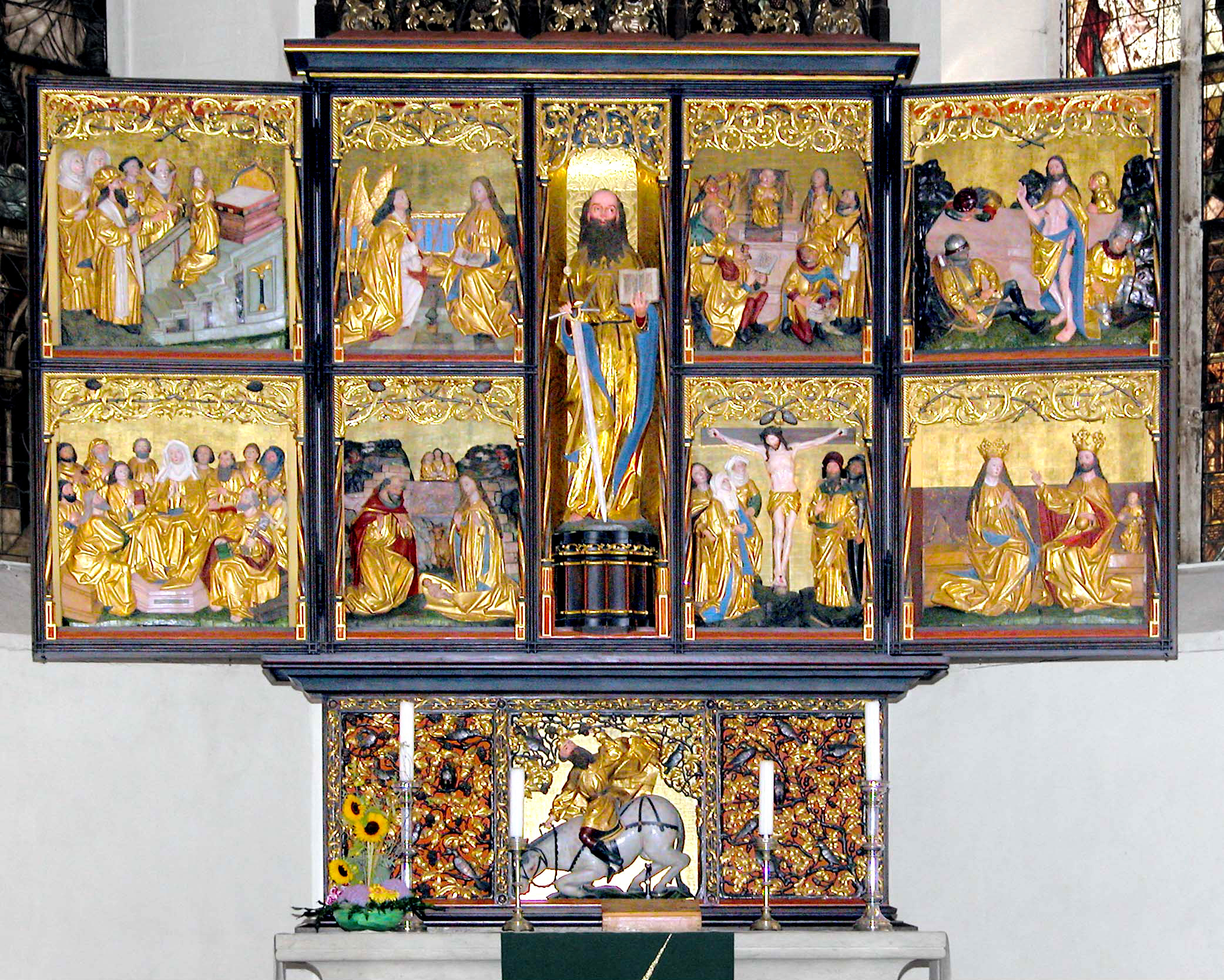
Paulineraltar (2009)

Galeries
L'any 1570/71 les galeries actuals, que envolten la nau per tres costats i tenen parapets de pòrfir de Rochlitz, es van construir sota la direcció de Hieronymus Lotter. El 1632, es van afegir dues galeries de fusta addicionals que flanquejaven l'orgue principal a la galeria oest, cadascuna amb espai per a deu músics (gautistes de la ciutat al costat nord i violinistes al costat sud, galeria de músics). Entremig, davant de l'orgue, hi havia espai per als cantaires de la Coral Sant Tomàs. A la galeria nord també es van construir diverses estructures de fusta als segles XVII i XVIII: capelles familiars, una cadira de príncep de 1684 i una altra galeria de fusta. En total, la Thomaskirche va oferir 2.000 seients durant l'època de Bach. Les nombroses estructures de fusta afecten notablement la llum que entra per les finestres nord; Molts d'aquests van ser eliminats durant el re disseny neogòtic de l'església a la dècada de 1880 i la Càtedra del Príncep va ser donada al Museu d'Història de la Ciutat.

## Púlpit
Es va construir el 1885 com a part del redisseny neogòtic en un lloc que es va traslladar una badia cap a l'est en comparació amb el seu predecessor. Les imatges dels quatre evangelistes estan tallades al seu parapet de pedra calcària. La coberta de so de fusta es va retirar durant la renovació gòtica l'any 1961 i es va tornar a instal·lar l'any 2000.
Font baptismal
La pica baptismal va ser creada per Franz Döteber el 1614/1615. Està fet de marbre i alabastre. S'hi representen escenes bíbliques. Va ser restaurat l'any 2009. Segons altres informacions, es va crear ja l'any 1555. La seva tapa va ser destruïda durant la Segona Guerra Mundial.
Epitafis
Hi ha nombroses làpides i epitafis a l'església, incloses les làpides del gòtic tardà de Nickel Pflugk († 1482) i el cavaller Hermann von Harras de Lichtenwalde († 1451), que es troben sota la galeria sud a l'esquerra de l'entrada lateral. A l'encreuament nord hi ha penjat l'epitafi del cadàver del conseller Daniel de 1612.

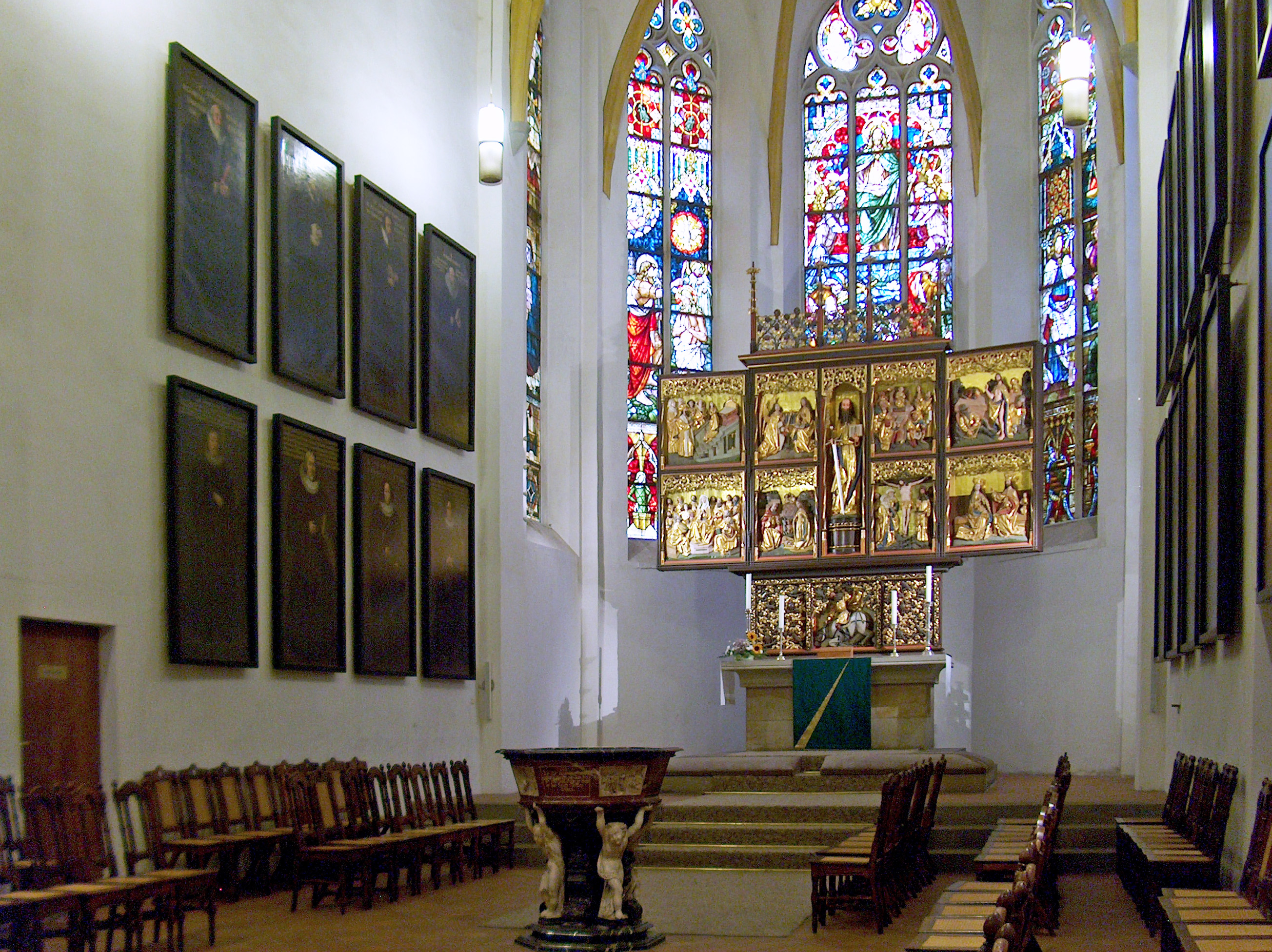
Pila baptismal, altar paulí i pintures de superintendents
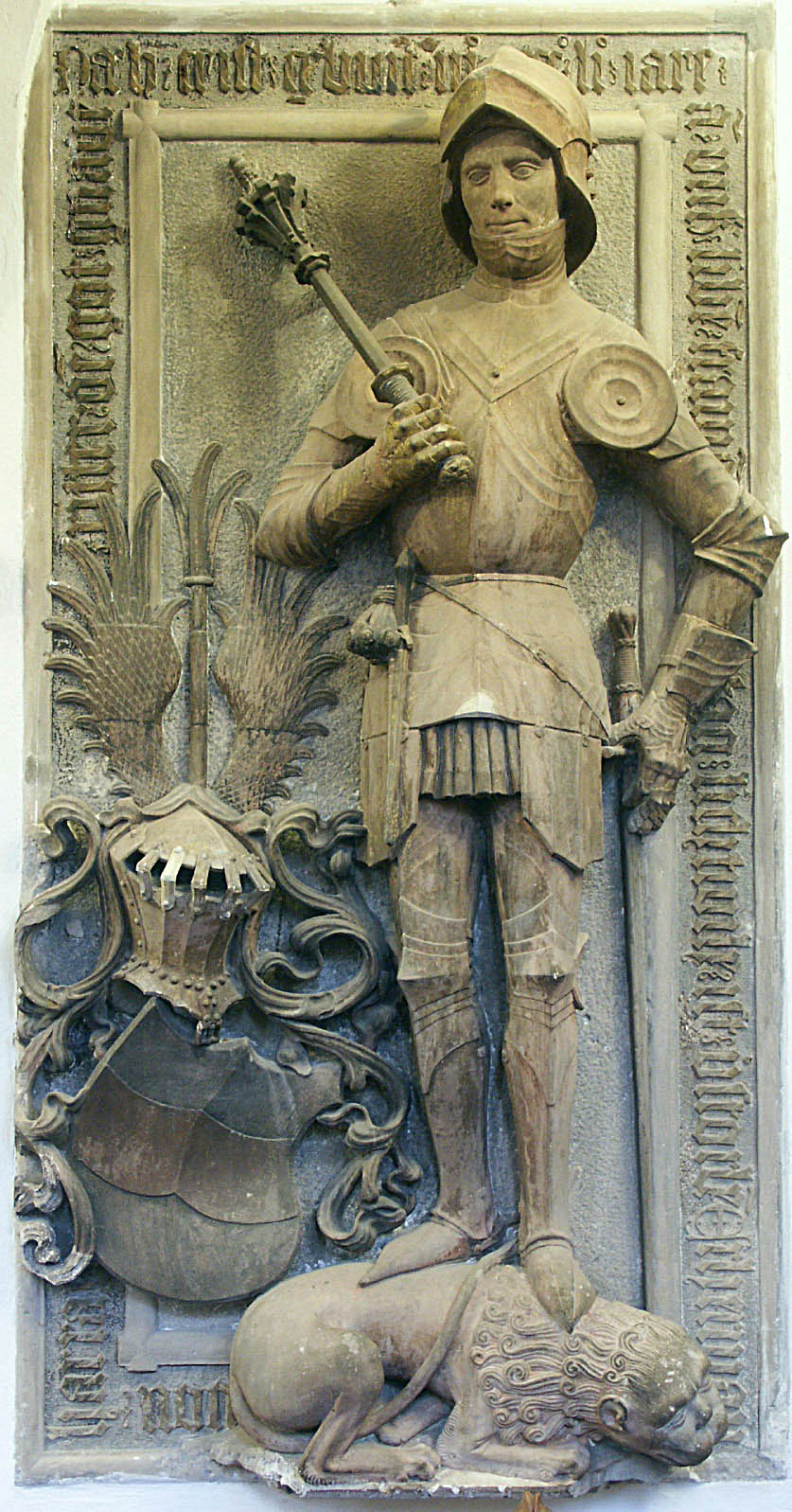
Làpida del cavaller Hermann von Harras
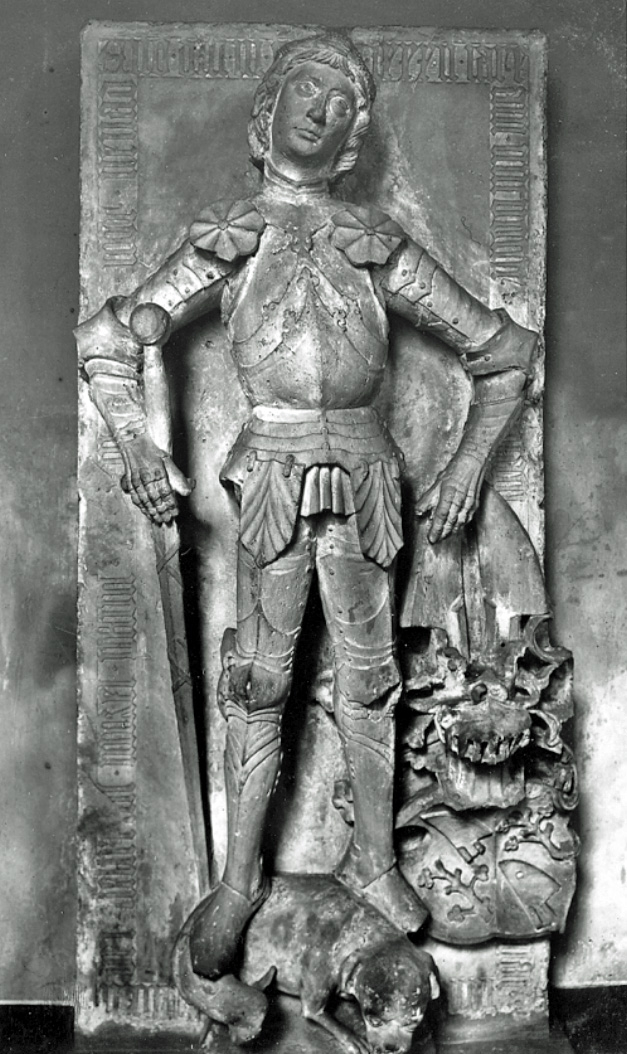
Làpida de Arada de níquel
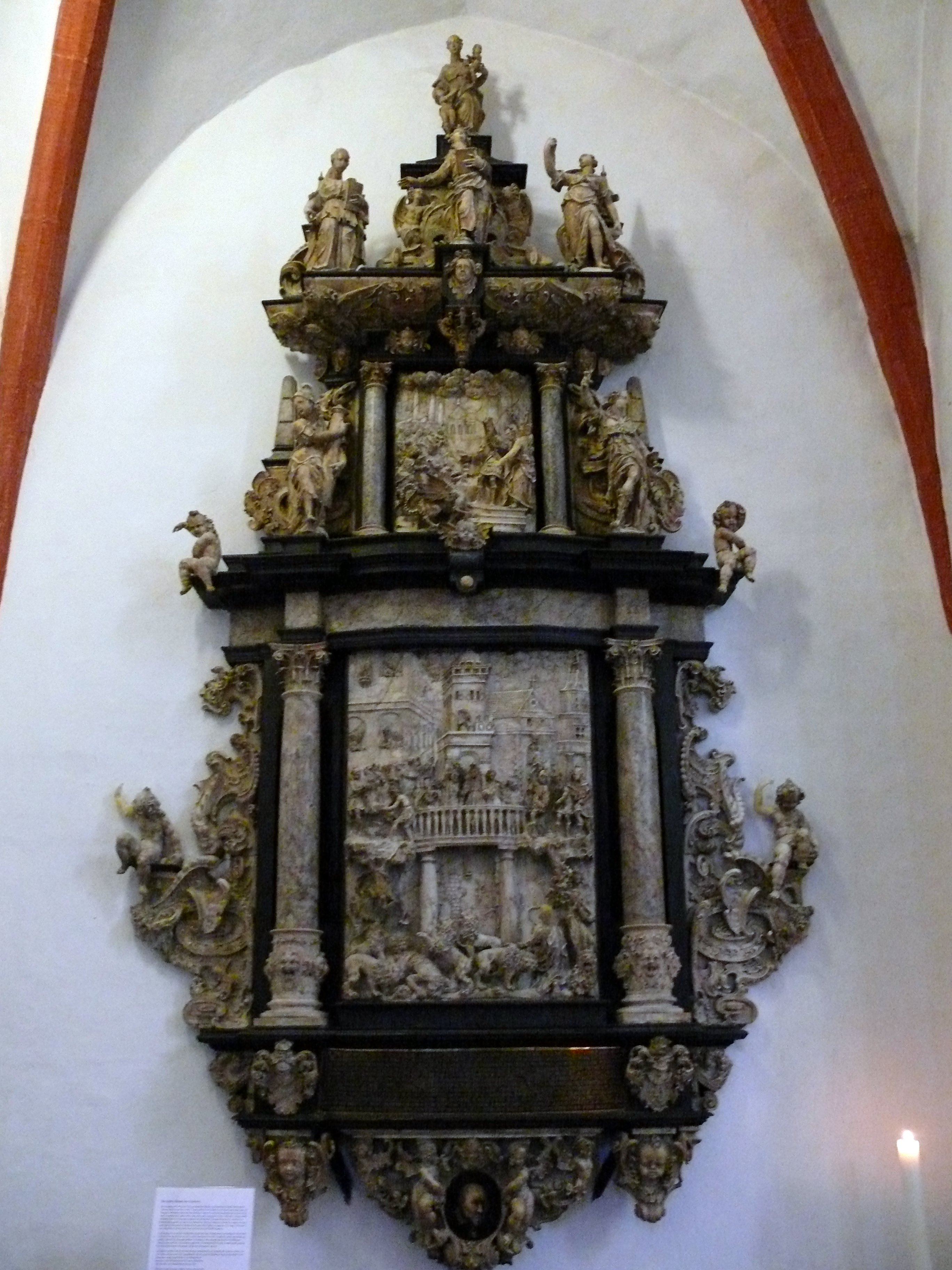
Epitafi Daniel cadàvers
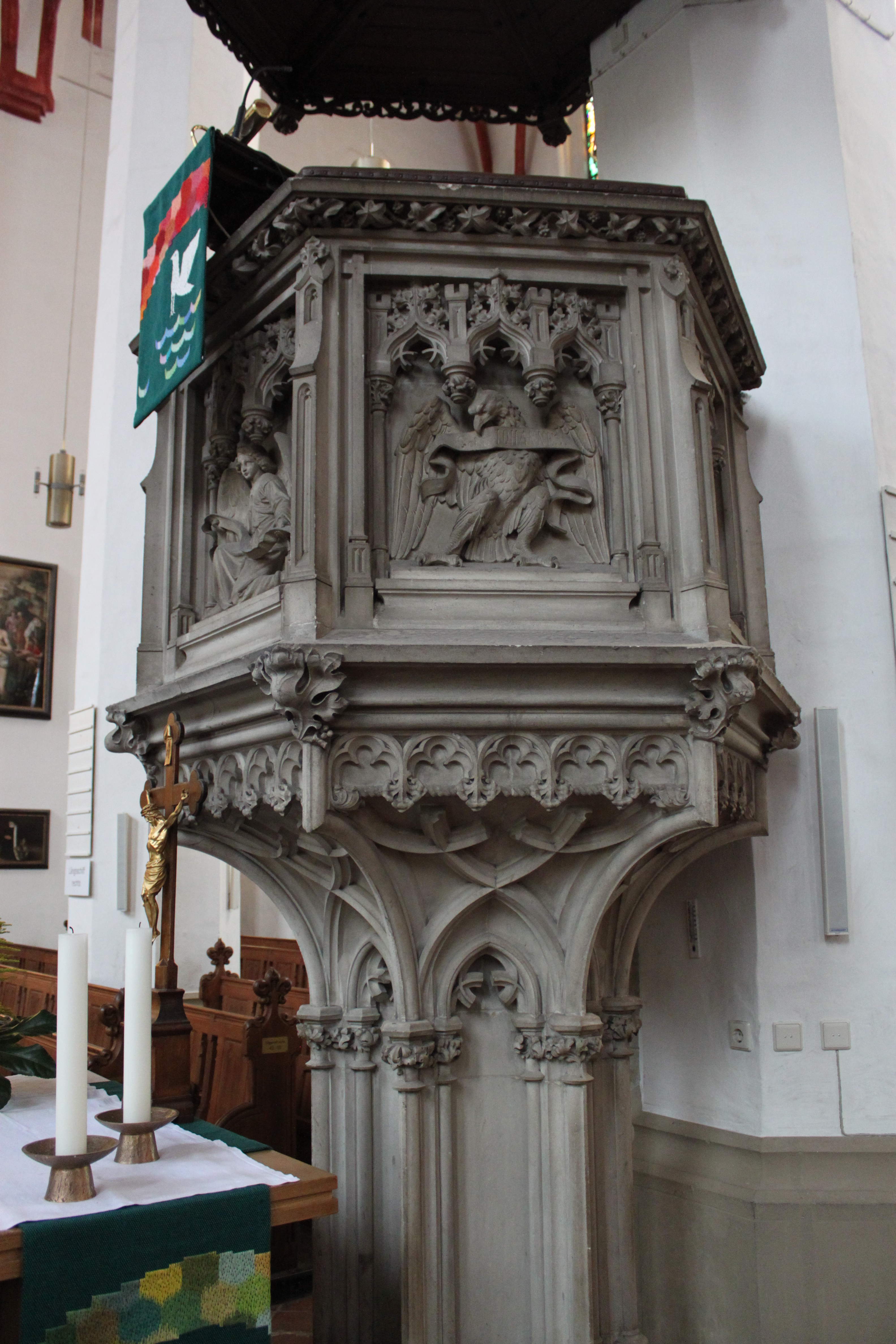
púlpit
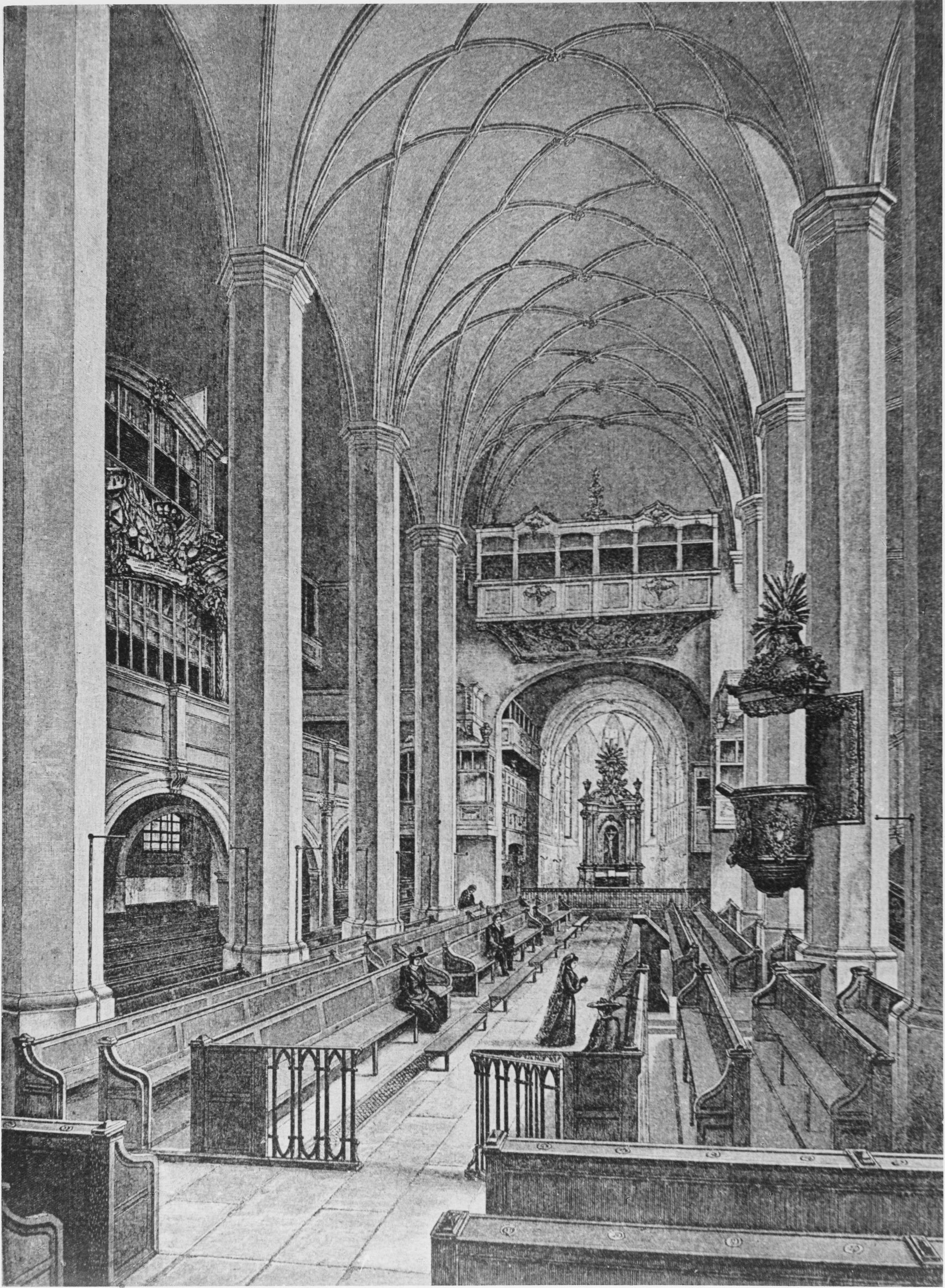
Púlpit antic, galeries diverses i arc de triomf significativament més baix (1881)

Crucifixos
Crucifixos sobre l'arc de triomf i davant del púlpit.
El crucifix de l'arc de triomf de la primera meitat del segle XVI utilitzava cabells de veritat i una corona d'espines feta amb espina de Crist real. Prové de l'església del castell d'Altenburg i està penjat a St. Thomas des de 1968. El crucifix davant del púlpit és una obra de Caspar Friedrich Löbert de l'època de Bach.
Sepulcre de J. S. Bach

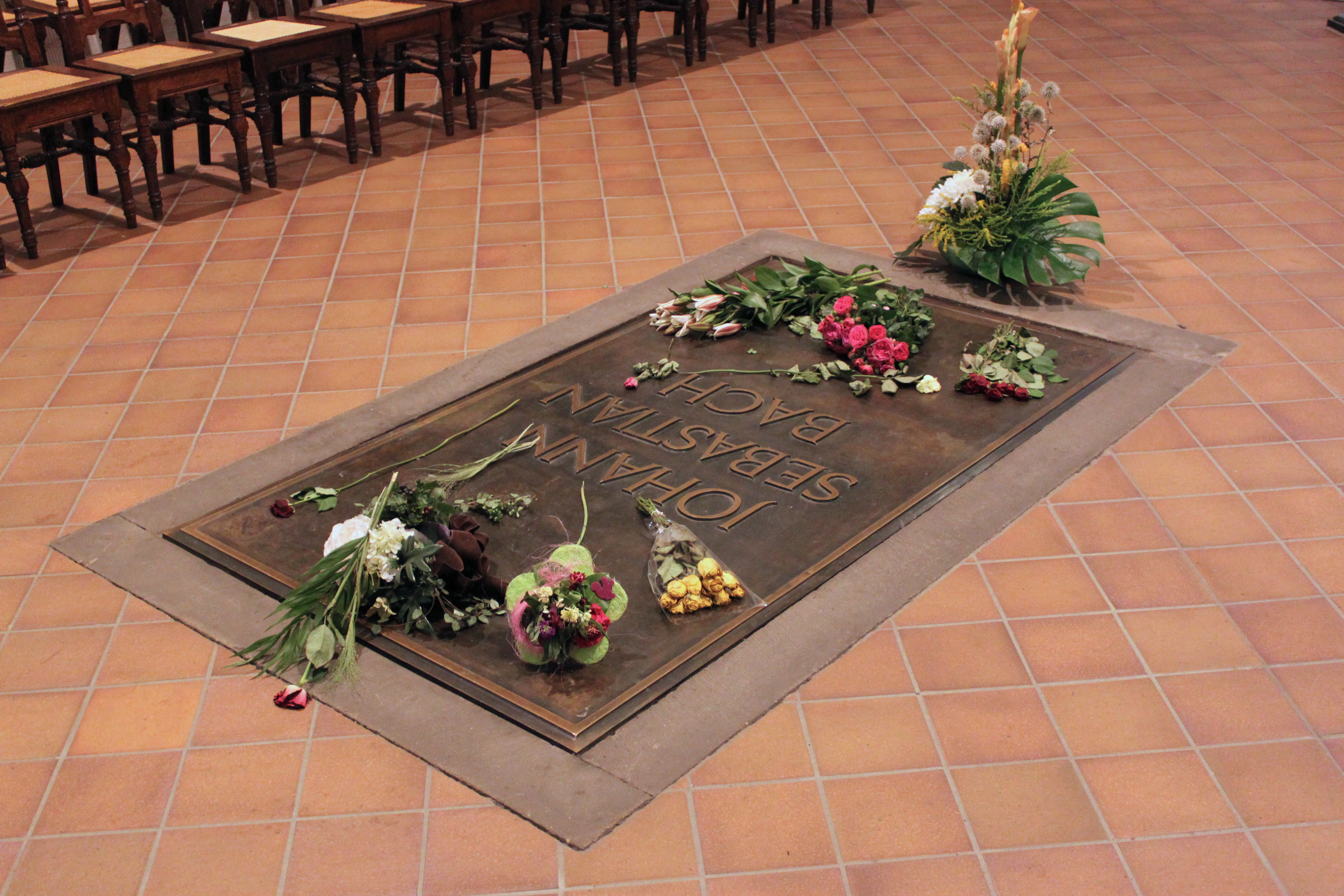
La tomba de Bach a l'església de sant Thomas

Les presumptes restes de Johann Sebastian Bach es troben a l'església de Sant Tomàs des de 1949. Alguns musicòlegs moderns qüestionen la seva identitat i exigeixen una comparació d'ADN amb els ossos indubtablement conservats del seu fill Carl Philipp Emanuel; Això encara no ha passat. Després de la seva mort el 28 de juliol de 1750, J. S. Bach va ser enterrat al cementiri de l'hospital de la Johanniskirche. Durant el Renaixement de Bach que va començar al segle XIX, un ampli públic, inclòs Robert Schumann el 1836, es va interessar pels ossos i la ubicació exacta de la tomba de Bach. Per això, l'any 1894, el professor d'anatomia Wilhelm His va rebre l'encàrrec d'identificar els ossos de Bach a partir dels ossos exhumats durant l'enderrocament del mur sud de la nau de l'església de Sant Joan. El seu va arribar a la conclusió que
"la suposició que els ossos d'un home gran trobat en un taüt de roure a l'església de Johannis el 22 d'octubre de 1894 eren els ossos de Johann Sebastian Bach"
era molt probable. En el transcurs d'aquesta exhumació, es van prendre impressions del presumpte crani de Bach. El 16 de juliol de 1900, els ossos van ser tornats a enterrats en un sarcòfag de pedra arenosa-calcària en una cripta sota l'altar de l'església de Sant Joan.
Com a conseqüència del bombardeig de Leipzig el 4 de desembre de 1943, la "Johanniskirche" es va incendiar. El sarcòfag amb els presumptes ossos de Bach es va mantenir intacte i va ser recuperat quan es va volar la nau el 19 de febrer de 1949. Després de les discussions sobre la ubicació i el disseny d'una nova tomba i les protestes de Sant Tomàs Cantor Günther Ramin i la Societat Bach contra els plans dels funcionaris culturals socialistes, el 1949 es va decidir enterrar Bach "al cor de l'Església de Sant Tomàs", on la major alçada de l'església coincideix amb els seus talls d'espai més sagrats. El 28 de juliol de 1949 les restes van ser traslladades a l'església de Sant Tomàs.
Una altra font afirma que la cripta, que estava soterrada sota runes, només es va descobrir la tardor de 1949 quan es va enderrocar la nau de Sant Joan, cremada. El taüt de Bach i el de Christian Fürchtegott Gellert, que va ser enterrat al seu costat, es van trobar intactes. Un atent treballador de la construcció va salvar els dos taüts de pedra de ser llençats a la deixalleria i va portar les presumptes restes de Bach a l'església de Sant Tomàs. Immediatament després, l'oficina cultural de la potència ocupant soviètica responsable de Leipzig va posar fi a les anteriors i llargues disputes entre l'ajuntament, les comunitats de Johannis i Thomas sobre la ubicació d'un futur lloc de sepultura de Bach amb la seva instrucció que aquests ossos romanguessin a Sant Tomàs. Fins que el fèretre de Bach va ser traslladat al cor de l'església de Sant Tomàs a la primavera de 1950 amb motiu del 200 aniversari de la seva mort, es va guardar a la sagristia nord i es va custodiar dia i nit; primer per la Policia Popular i després pels membres de la comunitat. L'oficina cultural va finançar el bronze per a la làpida -que era molt difícil d'aconseguir en aquell moment- del seu contingent. La nova sepultura, situada a les escales del cor segons un projecte de l'arquitecte de Leipzig Kunz Nierade, es va inaugurar el 28 de juliol de 1950, en el 200è aniversari de la mort de Bach. Com a part de la renovació interior de l'església de Thomas, que va durar de 1961 a 1964, la tomba va ser traslladada al cor el 1961 utilitzant la placa de bronze de 1950.
Finestres de l'església
La Thomaskirche originalment tenia un vidre ornamental senzill. Només a partir de 1889 es van instal·lar finestres de colors al cor i al costat sud. Una finestra dedicada a Felix Mendelssohn Bartholdy ja es parlava en aquest moment. La seva implementació va fracassar en aquell moment a causa de reserves antisemites; només es va crear el 1997. Alexander Linnemann de Frankfurt del Main va crear les cinc finestres del cor. L'única finestra del cor que va ser destruïda a la Segona Guerra Mundial va ser substituïda l'any 2000 per la finestra de Thomas basada en un disseny de Hans Gottfried von Stockhausen.
Les finestres del costat sud mostren els motius següents: Finestra commemorativa dels morts a la Primera Guerra Mundial; el rei Gustau II Adolf de Suècia; Johann Sebastian Bach; Martí Luter amb l'elector Frederic el Savi de Saxònia (esquerra) i Philipp Melanchthon (dreta); Felix Mendelssohn Bartholdy (des de 1997); Kaiser Guillem I de Prússia. A l'octubre de 2009, aquesta sèrie es va complementar amb la Finestra de Pau dissenyada per David Schnell, que commemora 20 anys de revolució pacífica (Die Wende).
La nit de Cap d'Any 2019/2020, un agressor -que des d'aleshores no ha estat enxampat- va destrossar diverses finestres de l'església, inclosa la rosassa sobre el portal de ponent, així com unes quantes altres valuoses de finals del segle XIX, amb llambordes.

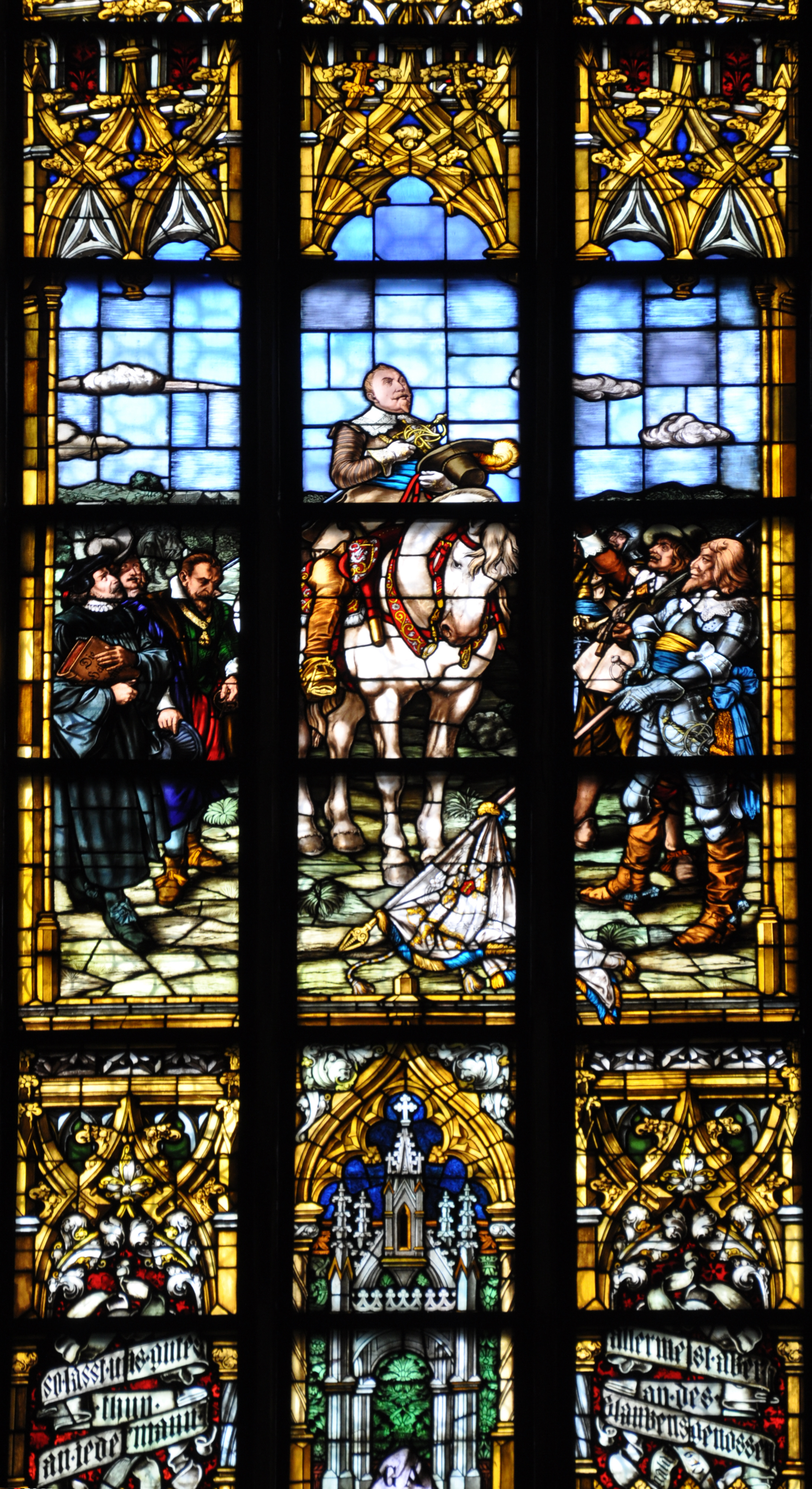
Gustav Adolf
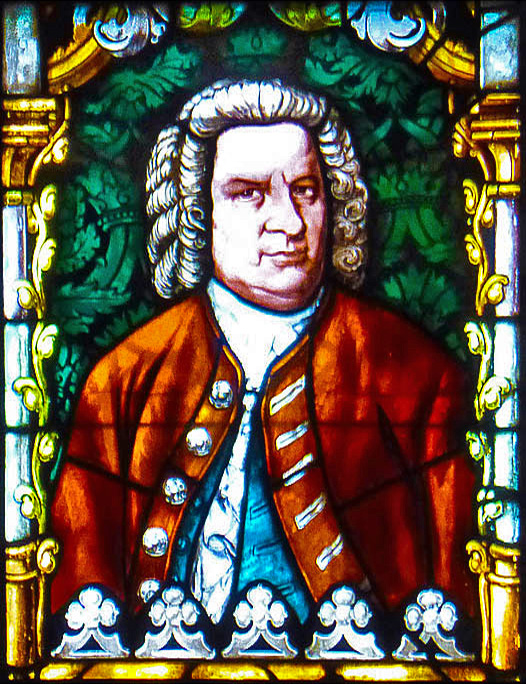
Johann Sebastian Bach
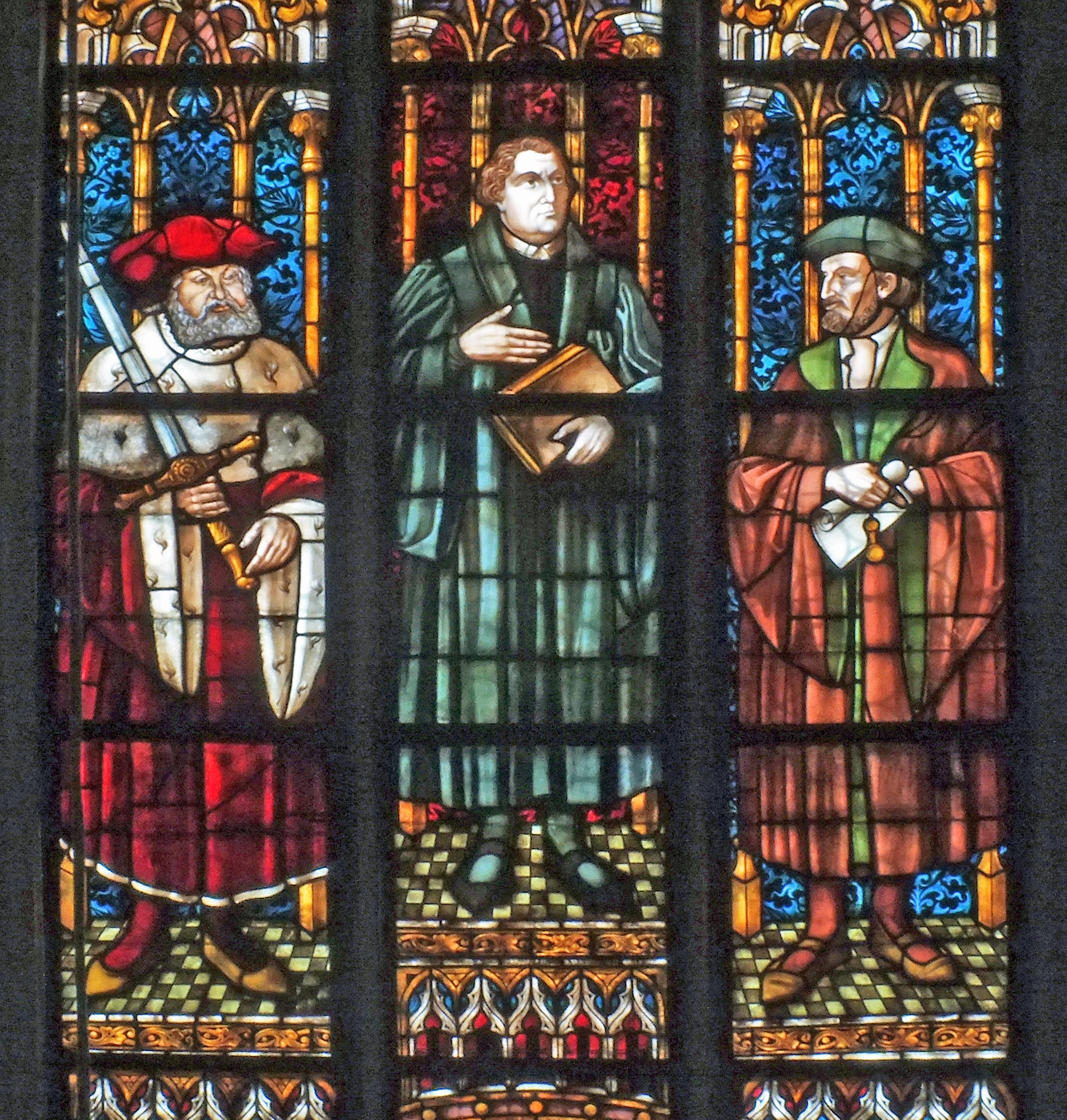
Frederic el Savi, Martí Luter i Felip Melanchthon

## Orgues
La història dels orgues de l'església de Sant Tomàs es remunta al segle XIV. Ja al segle xv, l'església de Sant Tomàs tenia dos orgues. Des de 1889 hi ha un orgue amb tres manuals i un pedal de Wilhelm Sauer d'estil romàntic a la galeria oest. Va ser ampliat a 88 registres el 1908, convertint-lo en el tercer orgue més gran de Saxònia. L'instrument de quatre manuals amb 61 registres de Gerald Woehl de l'any 2000 a la galeria lateral es basa en la construcció d'orgues de l'Alemanya central del segle XVIII i té com a objectiu representar les obres d'orgue de Johann Sebastian Bach.
Campanes

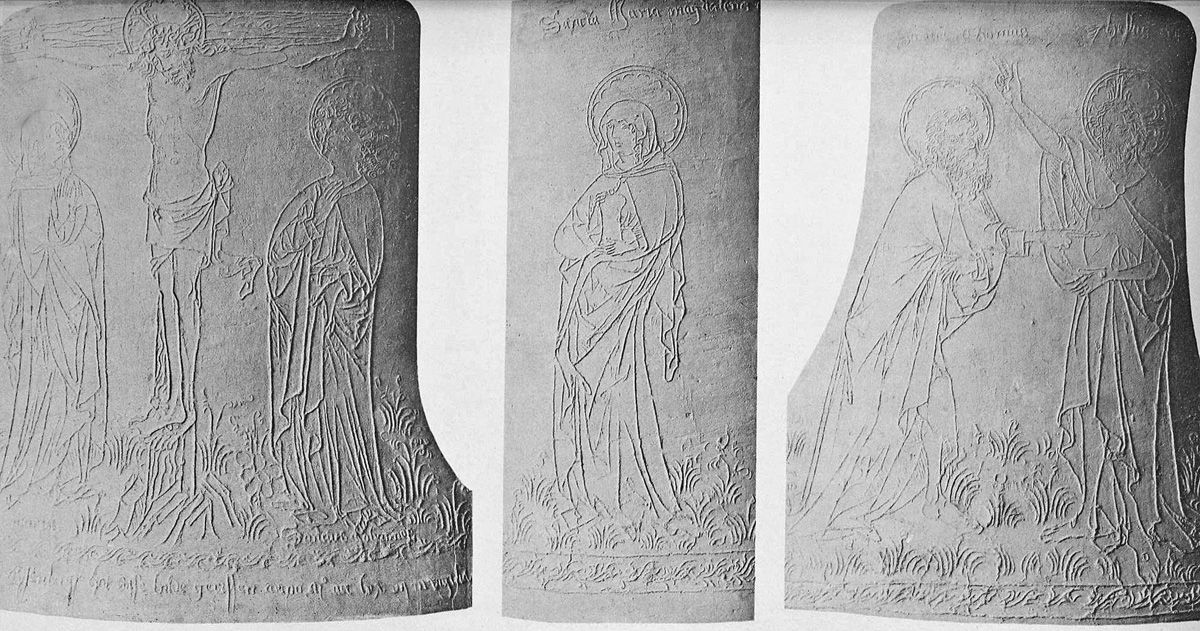
Els dibuixos incisos (guix) a la Gloriosa mostren la crucifixió de Jesús, Maria Magdalena amb un vas d'ungüent i l'incrédul Tomàs.

Vuit campanes amb un pes total de 10,8 tones pengen als dos campanars de la torre. La campana més gran i valuosa és la Gloriosa, feta l'any 1477; només sona els dies festius. Els dibuixos incisos de 74 cm d'alçada que decoren l'exterior de la campana van ser creats per Nikolaus Eisenberg. La corrosió provocada per la contaminació de l'aire a les àrees metropolitanes de la RDA va afectar greument els dibuixos incisos. La segona campana va ser llançada per Wolf Hilliger el 1574, i l'anomenada campana de monjo o confessional el 1634 per Jakob König (Erfurt). Les dues campanes grans pengen en un campanar de fusta a la cambra inferior del campanar. La campana més petita de l'inventari històric és una obra del mestre Christophorus Gros de l'any 1585. A la llanterna de la torre penja separada una campana repica (d1) per indicar les hores. Va ser fosa a la foneria de campanes Schilling d'Apolda basant-se en el model del seu predecessor de 1539.
A partir de 1917, quan l'Osanna (g0) de l'església de Sant Nicolau es va fondre amb finalitats bèl·liques, la Gloriosa va ser la campana de to més baix de la ciutat durant més de 100 anys. Des del 2019, des de la torre de l'església de Nikolai s'escolta una nova Osanna, també amb el to de vaga g0. La campana de Sant Nicolau, que va ser significativament ampliada aquell any, està dissenyada per harmonitzar amb les quatre campanes històriques de l'església de Sant Tomàs.
El març de 2017, el Leipziger Volkszeitung va informar sobre el projecte urgentment necessari per restaurar integralment les campanes històriques i els seus campanars. A més, la capacitat de cant de les campanes es veia molt deteriorada a causa de la suspensió sobre els jous d'acer de manivela. La primera fase de construcció es va completar a finals de maig de 2020. Les dues campanes grans van rebre nous jous rectes de fusta, van ser netejades i equipades amb nous batecs i nous accionaments de campanes.
El 2020/21, es van construir quatre noves campanes a la foneria de campanes Bachert, per a les inscripcions de les quals es van seleccionar textos dels motets de Johann Sebastian Bach. Aquesta incorporació de campanes segueix consideracions musicals-litúrgiques i de preservació dels monuments: s'amplien les possibilitats tonals i la diferenciació litúrgica i s'alleugen les valuoses campanes antigues. El campanar d'espadanya d'acer de la cambra superior del campanar va ser substituït per un de fusta. Ara porta les campanes de 1585 i 1634 i els quatre nous cossos sonors. Les campanes redissenyades es van posar en servei el Dia de la Reforma de 2021.

## Visió general tabular de les dades de la campana
Visió general tabular de les dades de la campana:
| Nº. | Nom                          | any de càsting | Foneria                 | Diàmetre (mm) | Pes (kg) | Schlagton (16tel) |
| --- | ---------------------------- | -------------- | ----------------------- | ------------- | -------- | ----------------- |
| 1   | Gloriosa                     | 1477           | Theodericus Reinhard    | 2.040         | 5.200    | a0 −3             |
| 2   | Hilliger o campana mitjana   | 1574           | Wolf Hilliger           | 1.725         | 3.100    | c1 −5             |
| 3   | Monjo o campana de confessió | 1634           | Jakob König (Erfurt)    | 1.342         | 1.350    | d1 −7             |
| 4   | Nova campana de pregària     | 2020           | Gießerei Albert Bachert |               | 406      | c2                |
| 5   | Campana de Sagrament         | 2021           | Gießerei Albert Bachert |               | 234      | e2                |
| 6   | Antiga campana de pregària   | 1585           | Christophorus Gros      | 665           | 211      | f2 −6             |
| 7   | Campana de mottet            | 2021           | Gießerei Albert Bachert |               | 166      | g2                |
| 8   | Campana casual               | 2021           | Gießerei Albert Bachert |               | 144      | a2                |

Font:

## Zona exterior

La Thomaskirchhof-des-del-sud

Davant de l'entrada lateral de l'església de Sant Tomàs hi ha un monument a Johann Sebastian Bach obra de l'escultor Carl Seffner de 1908. Un monument de Bach més antic, que va ser creat amb el suport de Felix Mendelssohn Bartholdy el 1843, es troba a les zones verdes davant de l'entrada principal, igual que un monument a Mendelssohn. Hi ha una placa commemorativa de Johann Adam Hiller a l'angle nord-oest de l'església, que prové d'un monument anterior.

## Persones
Clergat (1a posició de pastor)
- 1546: Georg Mohr
- 1549: Erasmus Scherer
- 1553: George Hala
- 1557: Justus Menius
- 1559: Heinrich Salmuth
- 1565: Heinrich Salmuth
- 1589: Christoph Gundermann
- 1592: Georg Weinrich
- 1617: Polycarp Leyser
- 1633: Johann Höpner
- 1633: Christian Lange
- 1657: Johann Hülsemann
- 1657: Abraham Teller
- 1659: Martin Geyer
- 1667: Johann Ulrich Mayer
- 1679: Johann Benedikt Carpzov
- 1699: Gottlob Friedrich Seeligmann
- 1708: Immanuel Horn
- 1714: Christian Weiß d. Ä.
- 1737: Friedrich Wilhelm Schütz
- 1739: Urban Gottfried Sieber
- 1741: Gottlieb Gaudlitz
- 1745: Romanus Teller
- 1750: Johann Christian Stemler
- 1870: August Julius Oskar Günther
- 1883: Johannes Theodor Oskar Pank
- 1925: Heinrich Oskar Gerhard Hilbert
- 1936: Heinrich Eduard Schumann
- 1953: Herbert Alfred Stiehl
- 1954: Richard Hans Krauspe
- 1958: Johannes Hempel
- 1962: Helmut Tschoerner
- 1964: Ulrich Küh
- 1964: Christoph Wetzel
- 1969: Michael Meckert
- 1985: Christoph Wartenberg[35]

## Lloc de la música
L'església de Sant Tomàs i l'orquestra Gewandhaus actuen habitualment a l'església de Sant Tomàs: els divendres a les 18.00 h, els dissabtes a les 15.00 h al motet i els diumenges a l'ofici de les 9.30 h. En ocasions especials i dies festius, els concerts de sant Thomas es realitzen principalment amb obres de Johann Sebastian Bach i Felix Mendelssohn Bartholdy.
Moltes de les obres de Johann Sebastian Bach es van estrenar a l'església. Després que les obres de Bach s'havien oblidat en gran part a Leipzig, Mendelssohn va començar a interpretar-les de nou, establint així la tradició de conservació de Bach per part de Leipzig. L'església de Sant Tomàs i l'orquestra Gewandhaus actuen habitualment a l'església de Sant Tomàs: els divendres a les 18.00 h, els dissabtes a les 15.00 h al motet i els diumenges a l'oficina a les 9.30 h. En ocasions especials i dies festius, els concerts de Thomas es realitzen principalment amb obres de Johann Sebastian Bach i Felix Mendelssohn Bartholdy.
Moltes de les obres de Johann Sebastian Bach es van estrenar a l'església. Després que les obres de Bach s'havien oblidat en gran part a Leipzig, Mendelssohn va començar a interpretar-les de nou, establint així la tradició de conservació de Bach per part de Leipzig. També s'hi van estrenar algunes obres d'altres compositors, per exemple la Simfonia núm. 2 "Lobgesang" de Felix Mendelssohn Bartholdy.

## Associació de suport

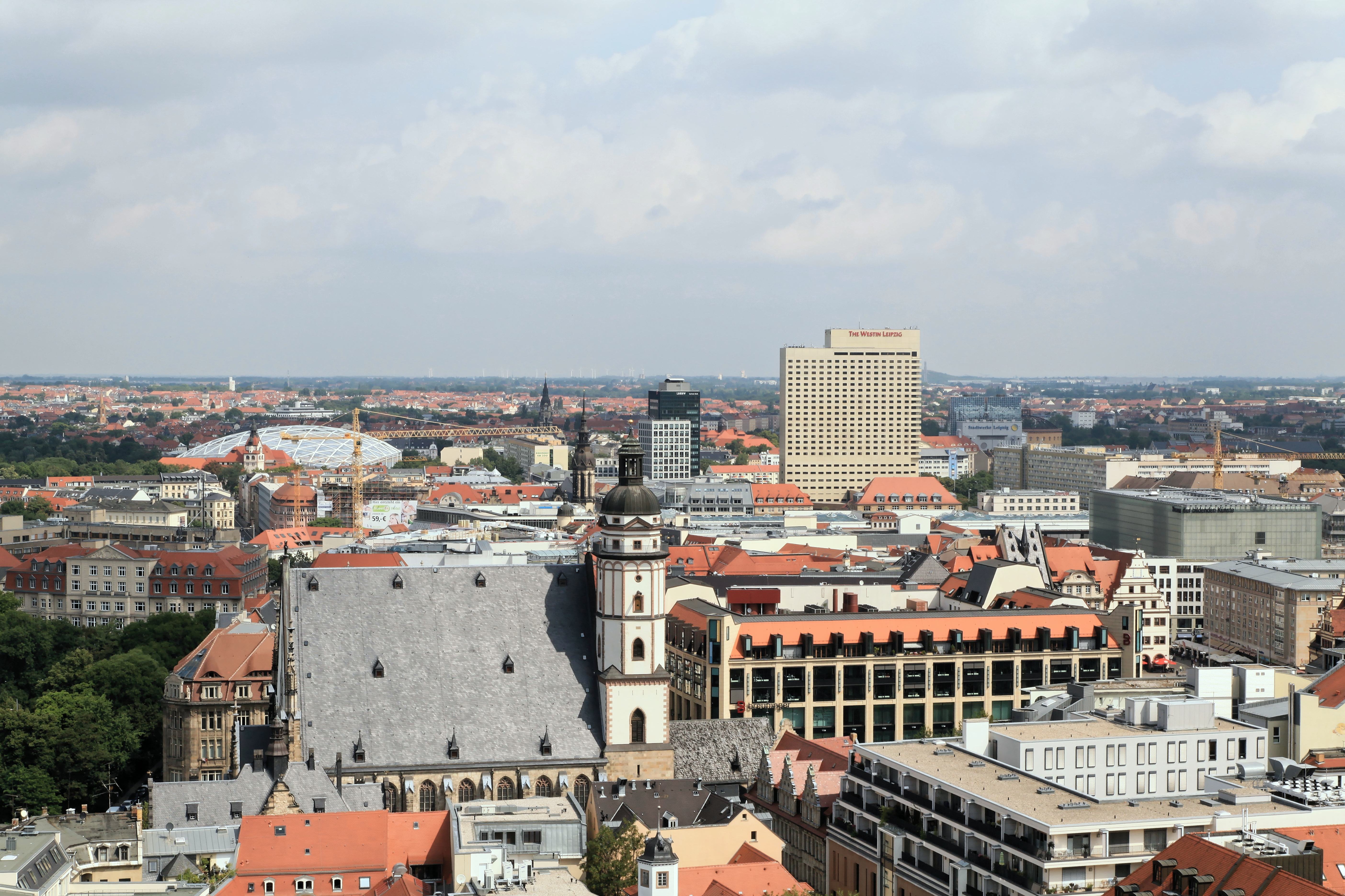
Vista des de la torre de l'Ajuntament Nou fins a l'església de Thomas

L'església de Thomas – Bach e. V. va ser fundada l'any 1997 per iniciativa del Sup. Johannes Richter. Des de llavors és l'Evangèlic Luterà. Parròquia de Sant Tomàs sostinguda amb 5,5 milions d'euros. L'associació de suport compta ara amb més de 300 membres a tot el món.
Els objectius de l'associació són promoure la preservació de la "Thomaskirche", la "Thomashaus" (edifici successor de l'antiga "Thomasschule") i el cultiu de la música eclesiàstica, especialment les obres de Johann Sebastian Bach. El compromís de l'associació de suport és, entre altres coses, És gràcies al fet que la "Thomaskirche Leipzig" va poder ser completament restaurada amb motiu del 250è aniversari de la mort de Johann Sebastian Bach. Amb les donacions que adquireix l'associació, ajuda a mantenir l'església de Sant Tomàs com a lloc de fe, esperit i música i a finançar diferents projectes. Això inclou la renovació dels dos orgues i el retorn de l'altar neogòtic de Jesús al seu lloc original al presbiteri de l'església de Sant Tomàs. L'octubre de 2017, la "Thomaskirche – Bach e. V". està duent a terme una campanya de recaptació de fons per restaurar i ampliar les històriques campanes de l'església de Sant Tomàs, que hauria d'aportar 350.000 euros a finals de 2019.
A més, es va fundar la "Thomasshop" o "Thomaskirche-Bach-2000-Marketing-GmbH". Els ingressos de la venda de la "Thomasshop" beneficien la "Thomaskirche".

## Situació actual (2021/2022)
Segons els plans de l'oficina regional de l'església de l'Església Evangèlica Luterana Regional de Saxònia, les parròquies de Sant Tomàs de Leipzig amb 4.700 (a finals de 2021) i Sant Nikolai amb 2.600 membres s'havien de fusionar a partir del 1 de gener, de 2022, amb Sant Tomàs hauria esdevingut la seu de la parròquia.
El juliol de 2021, les juntes de la parròquia de Nikolai a Leipzig i la Thomaskirche van ser informades per l'oficina regional de l'església que establirien una connexió estructural l'1 de gener de 2022, és a dir, una anomenada relació d'església germana o, a mitjà termini, una fusió d'ambdues parròquies clarament diferents.
La decisió de l'oficina de l'església regional, sense justificació, determina la parròquia de Sant Tomàs com a seu de l'oficina parroquial i com a parròquia empleadora, i la parròquia de Nikolai està amenaçada de perdre la seva independència. De facto, Sant Nikolai es convertiria en l'església de la branca de Sant Tomàs. Les dues parròquies rebutgen aquesta petició i han protestat públicament.

La relació de l'església germana significa que només hi ha una oficina parroquial i una direcció de l'oficina parroquial, i només una de les dues parròquies seria responsable d'emprar els pastors, els cantors, els educadors comunitaris i la resta d'empleats. El consell de l'església de Sant Nikolai tem que la seva congregació perdi el seu caràcter independent. El consell eclesiàstic de Sant Tomàs diu que
"tenint en compte les diverses tasques en ambdues parròquies, aquesta connexió estructural és totalment inadequada."
Tots dos consells de l'església s'han oposat a la decisió. El 2018, el sínode del districte de l'església de Leipzig va prendre la decisió d'una estructura i un pla de posició amb dues congregacions independents, cadascuna amb la seva pròpia oficina parroquial, però l'oficina regional de l'església l'ha deixat sense processar des de llavors.
Les juntes d'ambdues parròquies han anunciat accions legals contra la decisió de l'oficina regional de l'església: "La Nikolaikirche i la Thomaskirche són marques comercials. A causa del seu propi focus, Sant Nikolai i Sant Tomàs tenen un ampli impacte. Reduir-ho complicant innecessàriament el treball administratiu mitjançant la connexió estructural no pot interessar ni a la població local ni a l'església en conjunt. Les dues comunitats patirien. El "Nikolaigemeinde" probablement quedaria pel costat de les seves prioritats.
Una portaveu de l Església Evangèlica Luterana Regional de Saxònia va dir al Servei de Premsa Evangèlica que l'oficina de l'església regional volia seguir els plans. Fins i tot tres mesos després, al gener de 2022, la situació sembla que no havia canviat.

## Divers
Una rèplica de l'Altar Born de la Thomaskirche no es va localitzar a l'església de la ciutat de Großröhrsdorf fins que va ser víctima de l'incendi de l'església allà el 4 d'agost de 2023.

## Enregistraments sonors
J. S. Bach: Oratori de Nadal BWV 248 amb Barbara Schlick, Christoph Pregardien i altres, Thomanerchor, Gewandhausorchester Leipzig, director: Georg Christoph Biller, segell: Philips, 1998